# Amt Nieder-Weisel
Das Amt Nieder-Weisel ist ein ehemaliger Verwaltungs- und Gerichtsbezirk des Hauses Solms im heutigen Bundesland Hessen.

## Geschichte
Nachdem 1418 die Herren von Falkenstein-Münzenberg ausstarben, konnten die Grafen von Solms-Braunfels kräftige Gebietszuwächse in der Wetterau verzeichnen, darunter die Herrschaft von Burg Münzenberg. Teil dieser Münzenberger Erbschaft war auch das Amt Nieder-Weisel. Das Amt bestand aus Nieder-Weisel, Eberstadt, Ober-Hörgern und Hausen mit Oes, das nach Teilungen ab 1479 endgültig zu Solms gehörte. 1622 bildete sich die Nebenlinie Solms-Hohensolms. Der Besitz dieser Linie des Hauses Solms bestand aus dem Amt Hohensolms und dem Amt Nieder-Weisel.
In den konfessionellen Konflikten des 17. Jahrhunderts zog Kaiser Ferdinand II. 1637 den Solmschen Besitz ein und übertrug ihn pfandweise an Landgraf Georg II. von Hessen-Darmstadt. Grafe Philipp Reinhard II. einigte sich mit Landgraf Georg II. auf einen Rezess nach dem das Amt Hohensolms zurückgegeben, das Amt Nieder-Weisel jedoch hessisch bleiben sollte. Mit dem Westfälischen Frieden wurde der Stand des Normaljahres 1624 wiederhergestellt. Damit kam das Amt Nieder-Weisel (samt den darauf lastenden Schulden von 26.000 Gulden) wieder in den Besitz von Solms-Hohensolms.
Die finanzielle Lage von Solms-Hohensolms führte zu mehreren Verpfändungen des Amtes. 1692 wurde es für 60.000 Gulden an die Landgrafschaft Hessen verpfändet. 1695 wurde das Pfand eingelöst und das Amt gleichzeitig für 52.000 Gulden an Victor-Amadeus von Anhalt-Bernburg verpfändet. Danach war Eugen Alexander zu Thurn und Taxis Pfandnehmer. 1699 konnte auch diese Verpfändung eingelöst werden und das Amt blieb danach im Besitz von Solms-Hohensolms.
Nach dem Tode von Hermann Adolf Moritz zu Solms-Lich im Jahr 1718 starb die Linie Solms-Lich aus und Solms-Lich und Solms-Hohensolms wurden zu Solms-Hohensolms-Lich vereinigt. Hausen mit Oes kam zum Amt Lich der vereinigten Grafschaft, das Amt Nieder-Weisel bestand daher am Ende des HRR noch aus Nieder-Weisel, Eberstadt und Ober-Hörgern.
Mit der Rheinbundakte verlor das Fürstentum Solms-Hohensolms-Lich 1806 seine Souveränität und wurde in das Großherzogtum Hessen eingegliedert. Das nun hessische Amt war Teil der Standesherrschaft Solms-Lich in der die Fürsten von Solms-Hohensolms-Lich als Standesherren weiter Kompetenzen in der Amtsverwaltung und Patrimonialgerichtsbarkeit hatten. Hausen mit Oes wurde in der hessischen Zeit wieder dem Amt Nieder-Weisel zugeordnet.
1822 erfolgte im Großherzogtum Hessen die Trennung der Rechtsprechung von der Verwaltung. Das Amt Nieder-Weisel wurde aufgehoben. Seine Verwaltungsfunktionen wurden auf den neu eingerichteten Landratsbezirk Hungen, die Gerichtsfunktionen übernahm das Landgericht Lich. Dieses nahm auch die Solmser Patrimonialgerichtsbarkeit wahr.